# Broly
Broly (ブロリー, Burorī) é um personagem fictício da franquia de anime e mangá Dragon Ball. Fez aparições em uma trilogia de filmes: Moetsukiro!! Nessen - Ressen - Chōgekisen (1993), Kiken na futari! Super senshi wa nemurenai (1994)  e Super senshi gekiba!! Katsu no wa ore da (1992). Uma versão canônica retrabalhada do personagem estreou no filme Dragon Ball Super: Broly (2018) e mais uma vez serviu como o principal antagonista e grande anti-herói da franquia Dragon Ball.
Em ambas as versões, Broly é apresentado como um saiyajin dotado de um grande poder incontrolável. Quando ele era apenas um bebê, ele foi salvo por seu pai, Paragus, antes que o planeta Vegeta fosse destruído. Desde então, Paragus usou seu filho como uma ferramenta para realizar seus desejos de vingança.

## Criação e concepção
O personagem foi originalmente criado por Takao Koyama e desenhado por Akira Toriyama. Seguindo a tendência do nome da raça Saiyajin, que são trocadilhos com nomes de legumes, o nome de Broly é um trocadilho baseado na palavra brócolis, enquanto o nome de seu pai, Paragus, é um trocadilho com a palavra aspargos.

## Aparições

### Dragon Ball Z

Broly em Moetsukiro!! Nessen - Ressen - Chōgekisen

A versão original de Broly nasce no mesmo dia que Goku com um nível de poder de 10.000, maior do que a maioria dos Saiyans adultos de elite, e está mentalmente instável como um adulto devido ao choro de Goku na incubadora ao lado dele, assim como eventos traumáticos durante sua infância, desde que o Rei Vegeta viu o poder de Broly como uma potencial ameaça ao seu governo e ordenou que ele fosse executado; seu poder extremo permitiu que ele sobrevivesse à tentativa de assassinato e à subsequente destruição de Planeta Vegeta por Freeza. Ele eventualmente se tornou o "Lendário Super Saiyajin" (伝説の超スーパーサイヤ人, Densetsu no Sūpā Saiya-jin") em lendas, o que teria motivado Freeza que destruisse o planeta com medo, com suas tendências destrutivas sendo apenas reprimidas por um dispositivo especial de controle criado por cientistas para seu pai, Paragus (スラガス, Paragasu).
No oitavo filme, Moetsukiro!! Nessen - Ressen - Chōgekisen (1993), Paragus atrai Vegeta, Goku e seus companheiros para outro planeta, New Vegeta, com a intenção de se vingar do Rei Vegeta através de seu filho. Broly se lembra de Goku no mesmo dia em que ele foi esfaqueado por tropas Saiyajins e deixado para morrer, ficando furioso, destruindo o dispositivo de controle e se tornando o incontrolável Lendário Super Saiyajin. Ele sem esforço mexe com o Super Saiyajin Goku, Vegeta, Gohan e Trunks, bem como Piccolo, antes de matar seu pai. Ele é eventualmente derrotado por Goku, que recebe energia suficiente para socar Broly, causando uma lesão crítica que parece destruí-lo, mas Broly sobrevive tempo suficiente para entrar em sua cápsula de fuga antes que um cometa atinja e destrua New Vegeta.
No décimo filme, Kiken na futari! Super senshi wa nemurenai (1994), Broly chega à Terra. Ainda ferido e quase morto após sua batalha com Goku, Broly retorna à sua forma normal, perde a consciência e entra em um estado congelado. Sete anos depois, após a derrota de Cell, ele é novamente acordado pelos gritos do segundo filho de Goku, Goten. Depois de confundir Goten com Goku devido a seu estado mental deteriorado, Broly novamente se torna oLendário Super Saiyajin e luta contra Gohan, Goten e Trunks, esmurrando todos eles. Ele é finalmente derrotado por Gohan, Goten e o suposto espírito de Goku quando seu ataque combinado de Kamehameha o atinge e explode através do sol, obliterando-o.

Bio-Broly

No décimo primeiro filme, Super senshi gekiba!! Katsu no wa ore da (1994), as amostras de sangue de Broly chegam às mãos de um industrial, que cria um clone do Broly original. O clone eventualmente acorda e se mistura com o bio-líquido, transformando-o em uma criatura conhecida como "Bio-Broly" (ーイオブロリ, Baio Burorī). Ele luta com Goten, Trunks, Androide 18 e Kuririn e é derrotado depois que seu corpo é exposto à água do mar e fica petrificado como resultado, e é destruído por uma onda combinada de Kamehameha, terminando sua ameaça de uma vez por todas.

### Dragon Ball Super

Cena do Broly no filme

Uma versão mais nova e retrabalhada de Broly, que é um grande anti-herói que apareceu como o principal antagonista do novo filme, Dragon Ball Super: Broly (2018), no qual ele encontrou Goku e Vegeta, e conheceu Freeza e Whis pela primeira vez. Embora o personagem original tivesse uma popularidade generalizada, até agora ele não fazia parte da continuidade oficial da franquia Dragon Ball.

### Em outras mídias
A estreia de Broly nos videogames foi em Dragon Ball Z: Super Butōden 2 (1993). Desde então, Broly tem sido frequentemente incluído em vários videogames relacionados a Dragon Ball Z, junto com os outros filmes e personagens do Dragon Ball GT, como Bardock, Cooler e Omega Shenlong. Em Dragon Ball Z: Supersonic Warriors 2 (2005), Broly é o tema de três histórias paralelas: uma lida com o que teria acontecido se Broly e Paragus tivessem conseguido destruir os Guerreiros Z; outra lida com Broly sendo colocado sob o controle do Dr. Gero; e o terceiro lida com Broly chegando durante a Saga Majin Boo e se unindo ao Mr. Satan. Em Dragon Ball Z: Burst Limit (2008), ele tem sua própria entrada na história ao lado de Bardock, que é uma adaptação solta de seu filme de estréia. Ele também está no primeiro conjunto de personagens DLC no novo jogo Dragon Ball FighterZ (2018).
Embora Broly nunca tenha aparecido no mangá original, ele apareceu como um antagonista frequente do mangá spin-off Dragon Ball Heroes: Victory Mission (2012), escrito por Toyotarō e publicado na revista Weekly Shonen Jump da editora Shueisha, onde ele atuou como o capanga para Genome no plano deste último para obter as Esferas do Dragão negras. Sua batalha com Goku e Vegeta em Dragon Ball Super: Broly é apresentada em um painel que segue a conclusão do arco do Torneio Universal de Dragon Ball Super.

## Habilidades
Como com outros saiyajins da série, sua herança deu a ele uma enorme força sobre-humana, durabilidade, velocidade e reflexo. Ele também tem a habilidade de voar, além de criar e melhorar ataques com o uso de ki, criando ataques de energia, um dos quais é chamado Eraser Cannon. Comparado a Goku e Vegeta, sua aura é de cor verde. Ele possui a habilidade de se transformar em uma forma Super Saiyajin, quando a cor do cabelo muda de preto para dourado, e adicionalmente com a perda de certos níveis de consciência, para uma forma "Legendário Super Saiyajin". Na versão original em ambas as formas, ele era muito mais forte do que Goku e seus amigos, enquanto no trailer da versão retrabalhada é mostrado para lutar com facilidade contra Goku e Vegeta em sua transformação mais forte, Super Saiyajin Deus.
No guia Daizenshuu 6: Movies & TV (1995), foi afirmado que o poder do Super Saiyajin Broly supera o do Super Saiyajin Goku, e que em sua forma "Legendário Super Saiyajin", Broly é um oponente com um poder infinito. De acordo com Takao Koyama em uma entrevista de 2006, Broly poderia ser visto como o personagem mais forte e antagonista na série Dragon Ball Z, mas em uma entrevista de 2013 sobre o filme Dragon Ball Z: Battle of Gods onde Goku enfrentou Deus da Destruição Bill,  Koyama afirmou que mesmo Broly não poderia vencê-lo.

## Recepção e legado
Broly é considerado um dos vilões mais populares da franquia Dragon Ball, com status de cult.  Shawn Saris, do IGN, afirma que uma das características que tornaram Broly memorável é o seu tamanho assustador, bem como o comportamento brutal durante as lutas. Em 2015, Saris classificou Broly como 10º na lista de 13 maiores personagens de Dragon Ball Z, Enquanto na lista de 2016 das melhores lutas de Dragon Ball Z, a luta entre Broly e Goku & outros no primeiro filme foi classificada como 7ª, enquanto a luta contra Goten, Gohan e Goku no segundo filme como 6ª. Em 2015, no site Otakukart.com foi classificado na nona posição na lista de 10 maiores vilões de Dragon Ball, criticando a desculpa para sua ira (o choro de Goku), bem como a falta de personalidade e vocabulário nos três filmes originais. Foi percebido como "unidimensional" e "burro", e de acordo com Will Harrison, mas manteve a popularidade de forma semelhante a Boba Fett de Star Wars. No entanto, a versão reformulada recebeu muito mais elogios.
O personagem inspirou a fêmea Super Saiyajin, Kale, da Saga Sobrevivência do Universo (2017–2018), retratada em Dragon Ball Super. Com o Universo 6 (do qual é Kale) e o Universo 7 (do qual são Broly, Goku entre outros) sendo gêmeos em que personagens e eventos são espelhados de uma maneira diferente, ela aparentemente representa Broly como tem uma transformação muito similar projetar também os poderes de um "Lendário Super Saiyajin", também conhecido como forma "Berserker".

## Vídeo games
- 1994 : Dragon Ball Z: Super Butoden 2 (Super Nintendo, Bandai). Na época, ele foi um dos primeiros personagens dos filmes a aparecer em um jogo de vídeo Dragon Ball, junto com Zangya e Bojack.
- 2004 : Dragon Ball Z: Budokai 3 (PlayStation 2, Bandai, Dimps)
- 2005 : Dragon Ball Z: Supersonic Warriors 2 (Nintendo DS, Bandai, Arc System Works)
- 2005 : Dragon Ball Z: Budokai Tenkaichi (PlayStation 2,Bandai, Spike)
- 2006 : Dragon Ball Z: Budokai Tenkaichi 2 (PlayStation 2, Nintendo Wii, Bandai, Spike)
- 2006 : Dragon Ball Z: Budokai Tenkaichi 3 (PlayStation 2, Nintendo Wii, Namco Bandai Games, Spike)
- 2006 : Dragon Ball Z: Shin Budokai (PlayStation Portable, Bandai, Dimps)
- 2007 : Dragon Ball Z: Shin Budokai 2 (PlayStation Portable, Bandai, Dimps)
- 2008 : Dragon Ball Z: Burst Limit (PlayStation 3, Xbox 360, Bandai, Dimps)
- 2009 : Dragon Ball Z: Attack of the Saiyans (Nintendo DS, Namco Bandai Games)
- 2009 : Dragon Ball: Raging Blast (PlayStation 3, Xbox 360, Bandai, Spike)
- 2009 : Dragon Ball Z: Infinite World (PlayStation 2)
- 2010 : Dragon Ball: Raging Blast 2 (PlayStation 3, Xbox 360, Bandai, Spike)
- 2011 : Dragon Ball Kai: Ultimate Butoden (Nintendo DS, Bandai, Game Republic)
- 2011 : Dragon Ball Z: Ultimate Tenkaichi (PlayStation 3, Xbox 360, Namco Bandai Games, Spike)
- 2013 : Dragon Ball Heroes: Ultimate Mission (Nintendo 3DS)
- 2015 : Dragon Ball Xenoverse (PC, PlayStation 3, PlayStation 4, Xbox 360, Xbox One, Bandai Namco Games, Dimps)
- 2016 : Dragon Ball Xenoverse 2 (PC, PlayStation 4,  Xbox One, Bandai Namco Games, Dimps)
- 2016 : Dragon Ball Fusions (Nintendo 3DS)

- 2018 : Dragon Ball FighterZ (PC, PlayStation 4,  Xbox One, Nintendo Switch, Bandai Namco Games, Dimps)